# Цзиюань
26°02′23″ пн. ш. 110°38′30″ сх. д. / 26.03972° пн. ш. 110.64176° сх. д.
Цзиюань (кит. 资源县, пін. Zīyuán Xiàn) — один із повітів КНР у складі префектури Гуйлінь, Гуансі-Чжуанський автономний район. Адміністративний центр — містечко Цзиюань.

## Географія
Цзиюань у середньому розташовується на висоті близько 430 метрів над рівнем моря на захід від пасма Юеченлін у горах Наньлін.

### Клімат
Повіт знаходиться у зоні, котра характеризується вологим субтропічним кліматом. Найтепліший місяць — липень із середньою температурою 26,5 °C. Найхолодніший місяць — січень, із середньою температурою 6 °С.
| Клімат повіту Цзиюань                              | Клімат повіту Цзиюань | Клімат повіту Цзиюань | Клімат повіту Цзиюань | Клімат повіту Цзиюань | Клімат повіту Цзиюань | Клімат повіту Цзиюань | Клімат повіту Цзиюань | Клімат повіту Цзиюань | Клімат повіту Цзиюань | Клімат повіту Цзиюань | Клімат повіту Цзиюань | Клімат повіту Цзиюань | Клімат повіту Цзиюань |
| Показник                                           | Січ.                  | Лют.                  | Бер.                  | Квіт.                 | Трав.                 | Черв.                 | Лип.                  | Серп.                 | Вер.                  | Жовт.                 | Лист.                 | Груд.                 | Рік                   |
| Середній максимум, °C                              | 9,8                   | 12,5                  | 16,2                  | 22,5                  | 26,4                  | 29                    | 31,4                  | 31,6                  | 28,6                  | 23,5                  | 18,6                  | 12,9                  | 21,9                  |
| Середня температура, °C                            | 6                     | 8,4                   | 12,1                  | 17,7                  | 21,6                  | 24,7                  | 26,5                  | 26                    | 22,9                  | 18,1                  | 13                    | 7,9                   | 17,1                  |
| Середній мінімум, °C                               | 3,5                   | 5,7                   | 9,2                   | 14,4                  | 18,2                  | 21,9                  | 23,1                  | 22,5                  | 19,4                  | 14,7                  | 9,6                   | 4,7                   | 13,9                  |
| Норма опадів, мм                                   | 75.8                  | 92.9                  | 150.3                 | 181.6                 | 310.8                 | 316.8                 | 233.7                 | 147.9                 | 68.8                  | 70.8                  | 79.6                  | 56.2                  | 1785.2                |
| Вологість повітря, %                               | 79                    | 80                    | 82                    | 81                    | 82                    | 84                    | 81                    | 81                    | 80                    | 79                    | 79                    | 76                    | 80                    |
| -------------------------------------------------- | --------------------- | --------------------- | --------------------- | --------------------- | --------------------- | --------------------- | --------------------- | --------------------- | --------------------- | --------------------- | --------------------- | --------------------- | --------------------- |
| Джерело: Дані метеостанції №57859 (КНР, 1991-2020) |                       |                       |                       |                       |                       |                       |                       |                       |                       |                       |                       |                       |                       |